# Gregor der Wundertäter

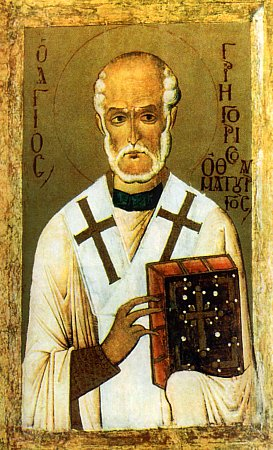
Gregor der Wundertäter, Ikone, 14. Jahrhundert

Gregor der Wundertäter,  griechisch Gregorios Thaumaturgos  (Γρηγόριος Θαυματουργός), auch Gregor von Neocäsarea (* um 210 in Neocäsarea; † um 270 in Neocäsarea) war ein griechisch-kleinasiatischer Theologe und Bischof der Alten Kirche. Er trug wesentlich zur Ausbreitung des Christentums in der Region Pontos bei. Seine Schriften sind bedeutsam für die kirchliche Lehrentwicklung vor dem Konzil von Nicäa. Die orthodoxe und die katholische Kirche verehren ihn als Heiligen (Gedenktag: 17. November).

## Leben
Gregor stammte aus einer einflussreichen heidnischen Familie in Neocäsarea am Schwarzen Meer. Nach ersten rhetorischen und juristischen Studien machte er sich Anfang der 230er Jahre mit seinem Bruder Athenodoros auf den Weg nach Berytos in Syria, um seine Ausbildung fortzusetzen. Da sie über Cäsarea in Judäa reisten, lernten sie den berühmten christlichen Philosophen und theologischen Lehrer Origenes kennen. Dessen menschliche und intellektuelle Ausstrahlung gewann sie für das Christentum. Statt nach Berytos weiterzureisen, blieben sie fünf Jahre als seine Schüler bei ihm.
Nach 238 entschloss sich Gregor zur Rückkehr in seine Heimat. Beim Abschied hielt er eine panegyrische Dankrede auf seinen Lehrer, die schriftlich überliefert ist und wertvolle Angaben über Lehrinhalte und -methoden des Origenes enthält. Sie ist das längste erhaltene Werk Gregors.
Nach 240 wurde Gregor zum Bischof der noch kleinen Christengemeinde von Neocäsarea berufen und von Phaidimos von Amaseia geweiht. In seine gut dreißigjährige Amtszeit fielen die Christenverfolgung unter Kaiser Decius (um 250), der er durch Flucht entging, und ein blutiger Goteneinfall (um 255). Gregor nahm am Lehrverurteilungsverfahren gegen Paul von Samosata in den 260er Jahren teil.
Die Lebens- und Amtsführung Gregors war kraftvoll und überzeugend. Bei seinem Amtsantritt soll es in seiner Bischofsstadt nicht mehr als siebzehn Christen gegeben haben, bei seinem Tod aber nur noch siebzehn Heiden.
Die wichtigste Lebensbeschreibung Gregors verfasste Gregor von Nyssa, dessen Großmutter Makrina eine Schülerin des Bischofs von Neocäsarea gewesen war, ein Jahrhundert nach dessen Tod. Die darin beschriebenen Wundertaten verschafften dem Bischof den legendarischen Beinamen Wundertäter, reflektieren aber auch seine fortdauernde Bedeutung für die kleinasiatische Kirche.
Gregor von Nyssa überliefert auch, dass Gregor der Wundertäter sein später weit verbreitetes Glaubenssymbol in einer Vision auf Weisung der Gottesmutter Maria durch den Apostel Johannes empfangen habe. Es ist der älteste Bericht von einer Marienerscheinung.

## Werke
- Glaubenssymbol, ein kurzer Lehrtext, der wesentlich zu Gregors Ruf als Theologe beitrug, jedoch möglicherweise von Gregor von Nyssa stammt;[1] Volltext englisch
- Dankrede an Origenes (Εἰς Ὠριγένην προσφωνητικὸς καὶ πανηγυρικὸς λόγος); Volltext englisch
- Kanonischer Brief über Fragen der Seelsorge und Bußpraxis, geschrieben nach dem Goteneinfall
- An Theopompos, Lehrschreiben über die Leidensunfähigkeit und Leidensfähigkeit Gottes
- Darlegung des Glaubens (Ἔκθεσις τῆς κατὰ μέρος πίστεως); Volltext englisch
- verschiedene unsicher zugeschriebene, teilweise fragmentarische Texte, darunter An Philagrius über die Wesensgleichheit